# Athéisme en URSS
En Union soviétique, l'athéisme marxiste-léniniste (en russe : марксистско-ленинский атеизм) est une composante de la pensée philosophique marxiste-léniniste qui rejette la religion,, et demande la mise en place d'un matérialisme scientifique, basé sur les lois naturelles.
Le marxisme-léninisme définit la religion comme l'opium du peuple, dans le sens où elle promet une récompense éternelle après l'acceptation passive d'une vie de souffrance sur Terre. Par suite, le marxisme-léninisme milite pour l'abolition de la religion et l'acceptation de l'athéisme,. Le marxisme-léninisme prend ses racines dans la philosophie de Ludwig Feuerbach, Hegel, Karl Marx, et Vladimir Lénine.

## Voir également
- Matérialisme dialectique
- Léninisme
- Marxisme-léninisme
- Stalinisme
- Hoxhaïsme
- Ligue des militants athées
- Politique anti-religieuse soviétique